# Ambrosio O'Higgins
Ambrosio Bernardo O'Higgins (Ballenary, Irlanda, 1720 - Lima, Perú, 19 de març de 1801) va ser un militar i polític espanyol d'origen irlandès, pare de l'heroi de la independència xilena Bernardo O'Higgins. Arribà a Espanya el 1749 i, després de residir a Cadis, marxà cap a Amèrica. A Cuba (1761) va combatre activament els araucans i ocupà diversos càrrecs abans de ser nomenat governador i capità general de Xile (1788-1796). Com a virrei del Perú (1796-1800) activà la fortificació dels ports, millorà les comunicacions i ocupà les illes Galápagos.